# Silbertal
Silbertal é um município da Áustria, situado no distrito de Bludenz, na estado de Vorarlberg. Tem 88,65 km² de área e sua população em 2019 foi estimada em 842 habitantes.